# Acura ZDX (2009)
Acura ZDX − luksusowy osobowy SUV Coupé produkowany przez japoński koncern motoryzacyjny Honda Motor Company pod amerykańską marką Acura w latach 2009 - 2013. Jest to pierwszy samochód marki zaprojektowany całkowicie przez południowo-kalifornijskie studio stylistyczne Acury.

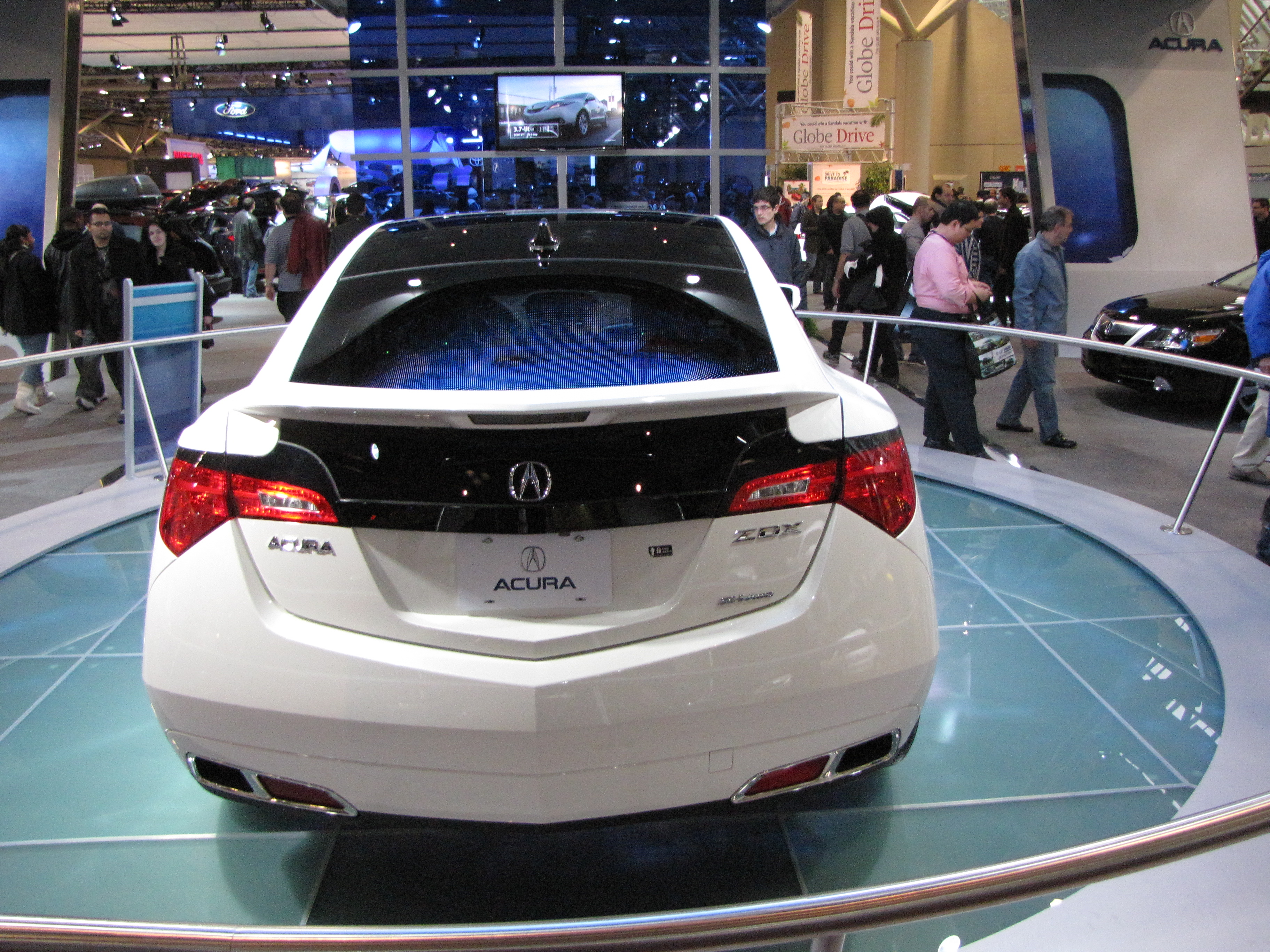
Tył ZDX

Pojazd wyróżnia się panoramicznym, szklanym dachem, tylnymi klamkami ukrytymi w linii szyb bocznych oraz 19-calowymi kołami. 
Pod koniec 2012 roku auto przeszło drobne modyfikacje. Zmieniono m.in. grill oraz felgi, a tańsze odmiany otrzymały wyposażenie z bogatszych. Standardowe wyposażenie rocznika 2013 stanowi m.in. podgrzewane i wentylowane fotele, nawigację satelitarną i 435-watowy, 10-głośnikowy system audio, czujniki parkowania z przodu i z tyłu, elektrycznie składane lusterka, systemy Forward Collision Warning i Lane Departure Warning.
W amerykańskich testach bezpieczeństwa NHTSA auto otrzymało 5 na 5 możliwych gwiazdek.
Wersje wyposażeniowe:
- ZDX
- ZDX Technology Package
- ZDX Advance Package

Standardowo wszystkie wersje wyposażone w skórzane wykończenie, złącze Bluetooth, radio z wejściem USB, port do podłączenia iPoda oraz odtwarzacz CD, składane elektrycznie lusterka, czujniki parkowania z przodu i z tyłu, kamerę cofania oraz systemy ostrzegające o zbliżaniu się do przeszkody (Forward Collision Warning – FCW) i zmianie pasa ruchu (Lane Departure Warning – LDW), elektrycznie podnoszona tylna klapa. Opcjonalne wyposażenie obejmuje m.in. nawigację satelitarną oraz adaptacyjny tempomat.